# Nszan Munczian
 Nszan Munczian (orm. Նշան Մունչյան, ros. Ншан Аракелович Мунчян, Nszan Arakiełowicz Munczian; ur. 24 czerwca 1963) − ormiański amatorski bokser oraz trener pięściarski, reprezentant ZSRR i Armenii, wielokrotny mistrz tych krajów, a także mistrz Europy (1987) oraz świata (1993) w wadze papierowej (do 48 kg). 

## Boks amatorski
Boks zaczął trenować w wieku 13 lat. W latach 1984–1991 był siedmiokrotnie medalistą mistrzostw ZSRR w wadze papierowej, w tym czterokrotnie złotym (1986, 1987, 1989, 1991). W 1986 zajął 1. miejsce na Igrzyskach Dobrej Woli w Moskwie. Rok później zajął 2. miejsce w Pucharze Świata w Belgradzie oraz wygrał mistrzostwa Europy w Turynie. Nie zakwalifikował się jednak na igrzyska olimpijskie w Seulu, gdyż niespodziewanie przegrał wewnątrz-radziecką rywalizację z Aleksandrem Machmutowem. W 1989 roku został brązowym medalistą zarówno mistrzostw Europy w Atenach, jak i mistrzostw świata w Moskwie. W 1991 roku na mistrzostwach kontynentu odpadł w ćwierćfinale, a na mistrzostwa świata nie pojechał.
Po rozpadzie ZSRR walczył w barwach ojczystej Armenii. W 1993 osiągnął największy sukces w swej karierze, gdy w Tampere został mistrzem świata w wadze muszej, pokonując kolejno Bernarda Inoma, Eduarda Gajfulina, Albert Guardado i w finale Daniela Petrowa (8:6). W 1994 roku zdobył w Bangkoku Puchar Świata. Rok później, podczas mistrzostw świata w Berlinie nie obronił tytułu, przegrywając w 1/8 z mistrzem Polski, Andrzejem Rżanym.
W 1996 roku wystartował na igrzyskach olimpijskich w Atlancie. W 1. rundzie miał wolny los, a w 2. zmierzył się z Danielem Petrowem. Przegrał z nim na punkty 11:5 (Bułgar zdobył później złoty medal).

## Po zakończeniu zawodniczej kariery
Po igrzyskach w Atlancie zakończył bokserską karierę. W latach 1997–2007 pełnił funkcję wiceprezydenta Armeńskiego Związku Bokserskiego, w okresie 1999-2001 dzieląc ją z obowiązkami sekretarza generalnego Armeńskiego Komitetu Olimpijskiego. W 2007 roku wyjechał do USA. Pracuje w Los Angeles jako główny trener boksu w klubie International Sports Union.